# Brickell

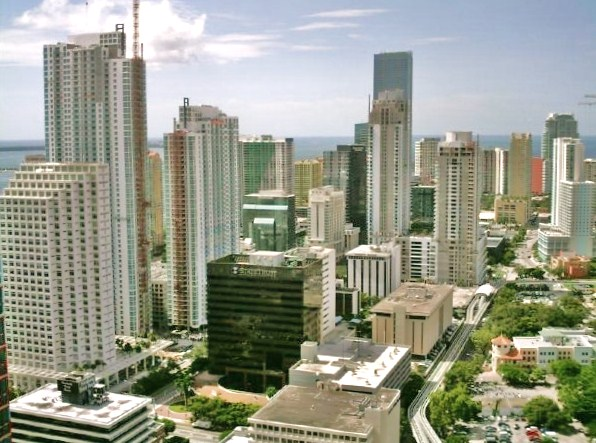
Nowoczesna zabudowa w Brickell

Brickell – dzielnica miasta Miami, na Florydzie w Stanach Zjednoczonych. Położona w centrum miasta, stanowi jedno z ważniejszych centrów biznesowych w stanie Floryda.

## Geografia
Leży na współrzędnych geograficznych 25°45′29″N 80°11′35″W/25,758000 -80,193000, na wysokości 4 m n.p.m.